# Gelencei római katolikus templom
Felső-Háromszék egyik legszebb településén, Gelencén látható a Szent Imre herceg tiszteletére felszentelt római katolikus templom. 

## A templom története

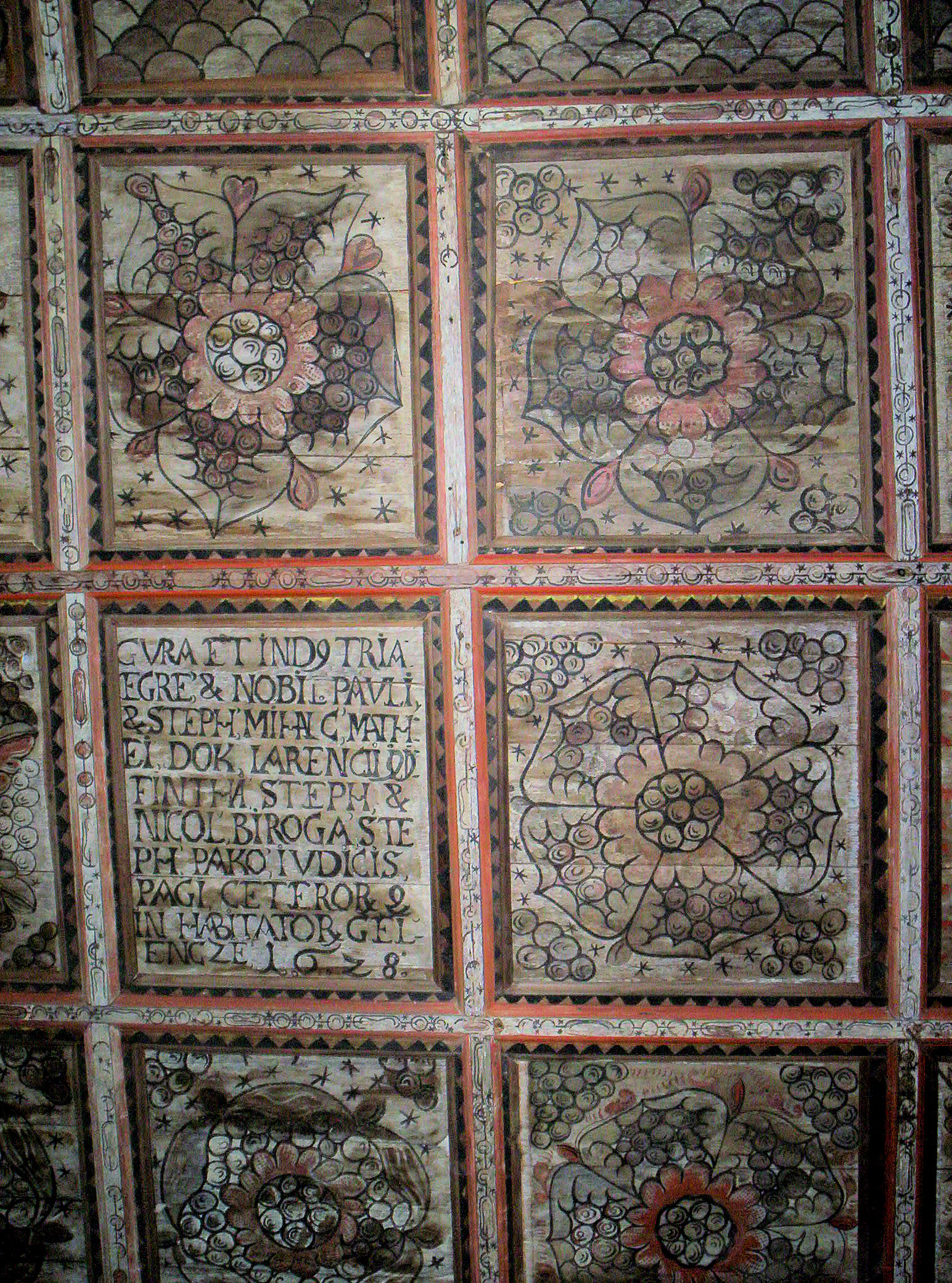
A templom kazettás mennyezete

Gelencét először 1538-ban említették a korabeli dokumentumokban. Az 1539-es okiratban Gelenche néven jegyezték fel, 1585-ben Gelenczefalva formában szerepelt. 
A falu közepén álló templom román kori emlékei bizonyítják korai létét, erre utalnak a belső falakon ma is látható 14. századi freskók is.
Az egykori templomot a 15. században tovább bővítették, akkor készült a védőfal és a fatornáccal magasított harangtorony.
A szentély cikkelyekre osztott boltozata a 15. század végén, a 16. század elején készülhetett.
1628-ban a templom mennyezetét kazettákkal fedték be. 1766-ban a hajó északi és nyugati falszakaszán karzatot emeltek, amelyen barokk festményeket helyzetek el.
Az 1932-es restaurálási munkálatok során tárták fel a gótikus szentély terméskővel burkolt padlózata alatt a félköríves román kori szentélyt.
A feltárás alkalmával Sebestyén József egy lehullott középkori freskórész vakolatdarabjáról számolt be, amelyen néhány rovásírásos betű állott. Ugyancsak a templom rovásírásos emlékeiről tett említést Kónya Ádám az Évszámos rovásírás Gelencén című írásában, amelyben az északi fal passió jelenetének felületén lévő hat rovásjelre utal. A 3,8 centiméter nagyságú betűk fölött az 1497-es évszám olvasható.
A műemléktemplom legújabb restaurálása 1966-ban kezdődött, a munkálatok során megtisztították a falképeket, lebontották a karzatot, felújították a kazettás mennyezetet.

## A templom leírása

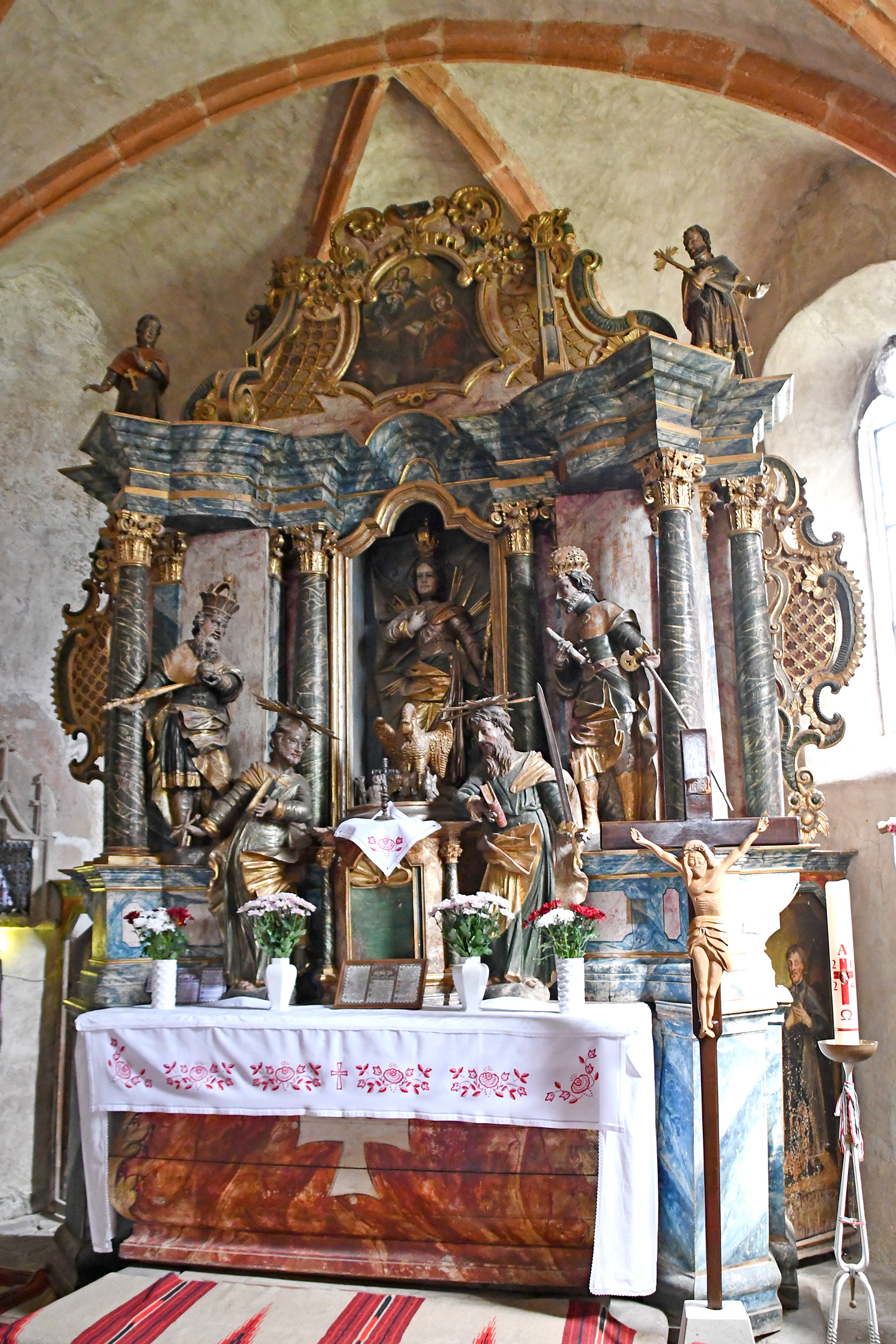
A templom főoltára

A várfallal körülvett, kisméretű, hajó-szentély térfűzésű templom a kora gótikus székelyföldi műemlékek egyik legszebb emléke.
A román kori épület maradványa a 13,5 méter hosszú és 8,2 méter széles templomhajó, valamint a félköríves záródású szentély. 
A templom gótikus kőfaragványokat őriz, erre utalnak a hajó déli és nyugati bejáratánál álló, kőből faragott egyszerű, leszelt lóhereíves gótikus ajtókeretek. 
A szentélyben osztósudárral felezett gótikus ablakok nyílnak, amelyeknek csúcsíveit halhólyag és kör alakú rozetták díszítik. A hajó déli oldalán is hasonló ablakok lehettek, ezeket később nagyméretű barokk stílusúra cserélték ki.
A kívülről támpillérekkel erősített poligon záródású szentély boltozata cikkelyekre osztott. A kettősen hornyolt bordák szövedékét falba beépített gyámkövek gyűjtik össze, amelyeken sematikusan ábrázolt emberfejek és geometrikus formák láthatók. A szentély északi oldalán lóhereíves keretű, kőből faragott sekrestyeajtó nyílik, közelében a falba beépített szentségtartófülke látható. A szerény díszítésű gyámkövek és ajtókeretek körüli falrészek festett reneszánsz kerettel szegélyezettek. 
A sekrestyeajtó nyílásainak oldalrésze szintén reneszánsz indás levélsorral díszített. 

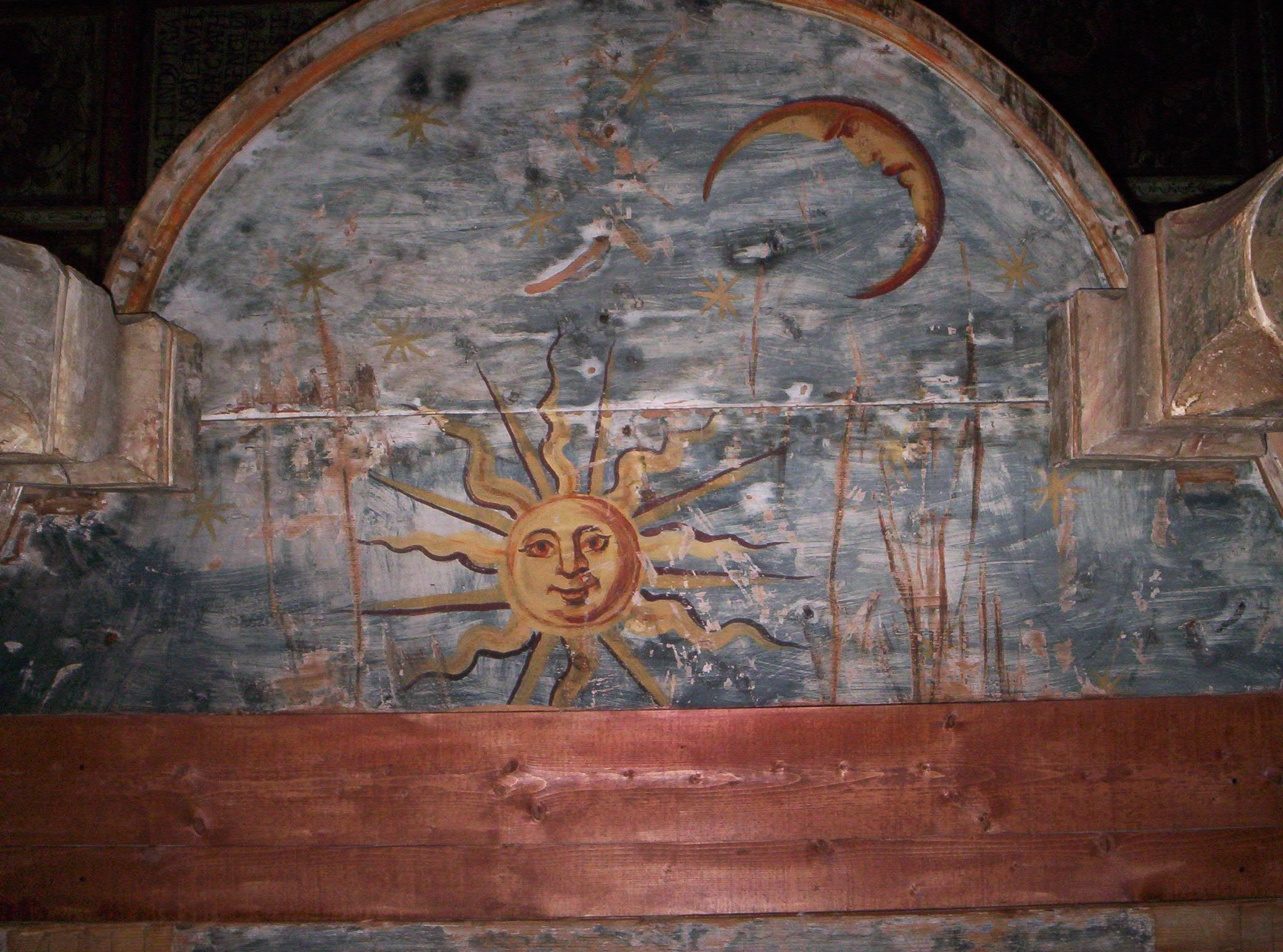
Székely szimbólumok

A hajó deszkával fedett gerendás mennyezete 12 sorban összesen 103 kazettára van felosztva. Alapfestésük fehér, nagyságuk 85 x 77 centiméter. A kazettákat nagyobbrészt rozettákkal és növényi ornamentikával díszítették, de vannak közöttük egyházi vonatkozású és heraldikai ábrák is.
A mennyezet szépségét az ötágú csillagszerű formában, zöld koszorúban elhelyezett virágmintás díszítés adja. A mesterien elkészített, kiváló stílusérzékkel mintázott színes táblák barokk hangulatot árasztanak.
A kazetták között Brassó címere is feltűnik, ugyanakkor a Naparccal és teliholddal ábrázolt székely címer is látható.
A hajó nyugati és északi részén ma lebontva áll az 1766-ban készített karzat, amelynek tábláin élénk színekkel festett szentek képei láthatók. 

## Freskók

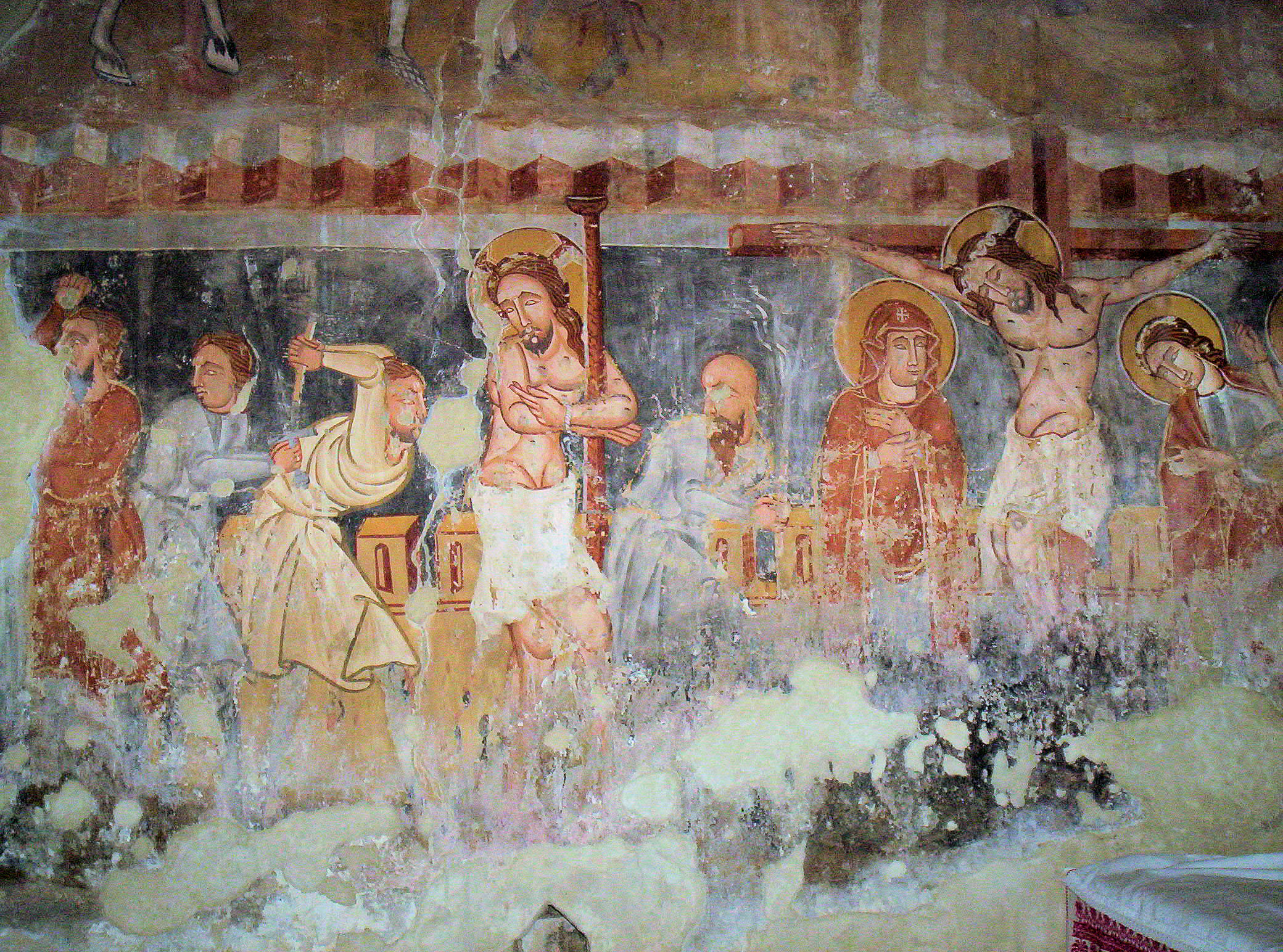
A templom falfreskójának részlete

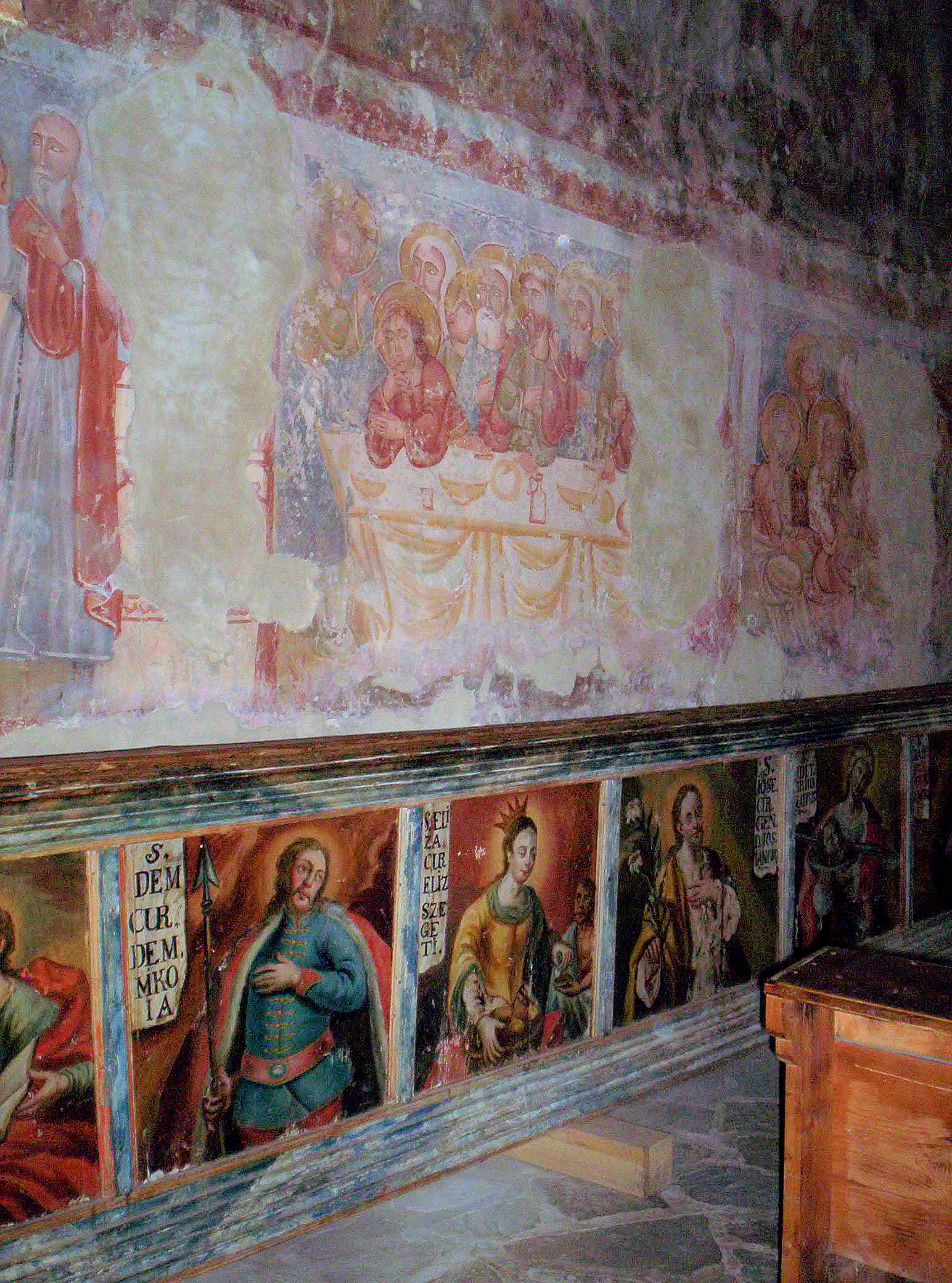
A templom falfreskója és a padok festett előlapja

A gelencei műemléktemplom legnagyobb értékei a belső falfelületeit díszítő 14-15. századi freskósorozatok.
Az 1882-ben Huszka József által feltárt falképek a hajó északi, déli és nyugati oldalán sávokban sorakoznak. 
Az északi falon a felső regiszterben egy donátor jelenet után a Szent László-legenda jelenetei láthatók: Szent László fogadalma, Indulás a harcba, Az ütközet, A kun üldözése, A párviadal, A kun lefejezése.
A gelencei Szent László-legenda ábrázolása a legrégebbi és legértékesebb erdélyi freskók egyike. A freskósoron a késő román kori és az átmeneti korszak művészetében jelentkező realisztikus ábrázolásmód is felismerhető.
A freskók stílusa Balogh Jolán szerint az absztrakt francia ábrázolásmóddal rokonítható, más kutatók észak olasz hatásra utalnak. Színskálája nagyon változatos, a szürke, sárga, barna, fehér, barnáspiros és fekete színek mind megtalálhatók a falképeken.
A Szent László-legenda freskósora alatt a Krisztus passiója jeleneteit ábrázoló képek láthatók: Bevonulás Jeruzsálembe, Utolsó vacsora, Lábmosás, Krisztus Pilátus előtt, Ostorozás, Keresztrefeszítés. 
A nyugati falképeken a Szent Jakab-legenda töredékei körvonalazódnak: a kakascsoda, az akasztott fiú jelenetei. 
A déli oldalon a bejárati ajtó feletti falmezőben az utolsó ítélet töredékei állnak, keleti irányban a Paradicsom ábrázolása alatt a feltámadás jelenete látható.
A déli falrészen összefüggő képsorokban Alexandriai Szent Katalin legendája elevenedik meg: Szent Katalinnak a Kis Jézus gyűrűt nyújt (Szent Katalin eljegyzése), Szent Katalin vitája Maxentinus császárral és tudósaival, Szent Katalin a börtönben, Szent Katalint katonák kínozzák, Szent Katalin lelkét az angyal a Sinai hegyre viszi. A falképsorozat elkészülésének ideje a 15. századra (?) tehető.
A templom külső falán, a déli bejáratnál két térdelő angyal között Madonna mellképe látható.
Az északi külső falon Krisztus király vagy milicia Christi jelenet töredéke látható.

## A templom várfala
A tágas udvar közepén álló középkori templomot 17. századi szabálytalan várfal veszi körül.
A terméskőből készült várfal eredeti állapotában alacsony lehetett, lőrései az udvar szintjéről mellmagasságig nyíltak. A déli oldalon a várfal elé ugró egyetlen toronynak ma csupán az első szintje látható, amelyet 1967 előtt fából épített egyszerű toronyrésszel bővítettek ki.
A későbbiekben a toronyrészt lecserélték, helyére egy nyitott galériájú alacsonyabb faépítményt emeltek. 

## Külső hivatkozások
- Erdélyi várak, erődítmények, erődtemplomok Archiválva 2011. augusztus 10-i dátummal a Wayback Machine-ben